# エミール・ゾラ
エミール・ゾラ（フランス語: Émile Zola、1840年4月2日 - 1902年9月29日）は、フランスの小説家。
自然主義文学の定義者であり、代表的存在でもあった。代表作品は全20作から成るルーゴン・マッカール叢書で、著名作は『ジェルミナール』『居酒屋』『ナナ』。
少年期を南フランスで過ごし、ロマン主義の詩にあこがれていた。だがパリでの貧窮生活から、しだいに現実に目ざめはじめた。

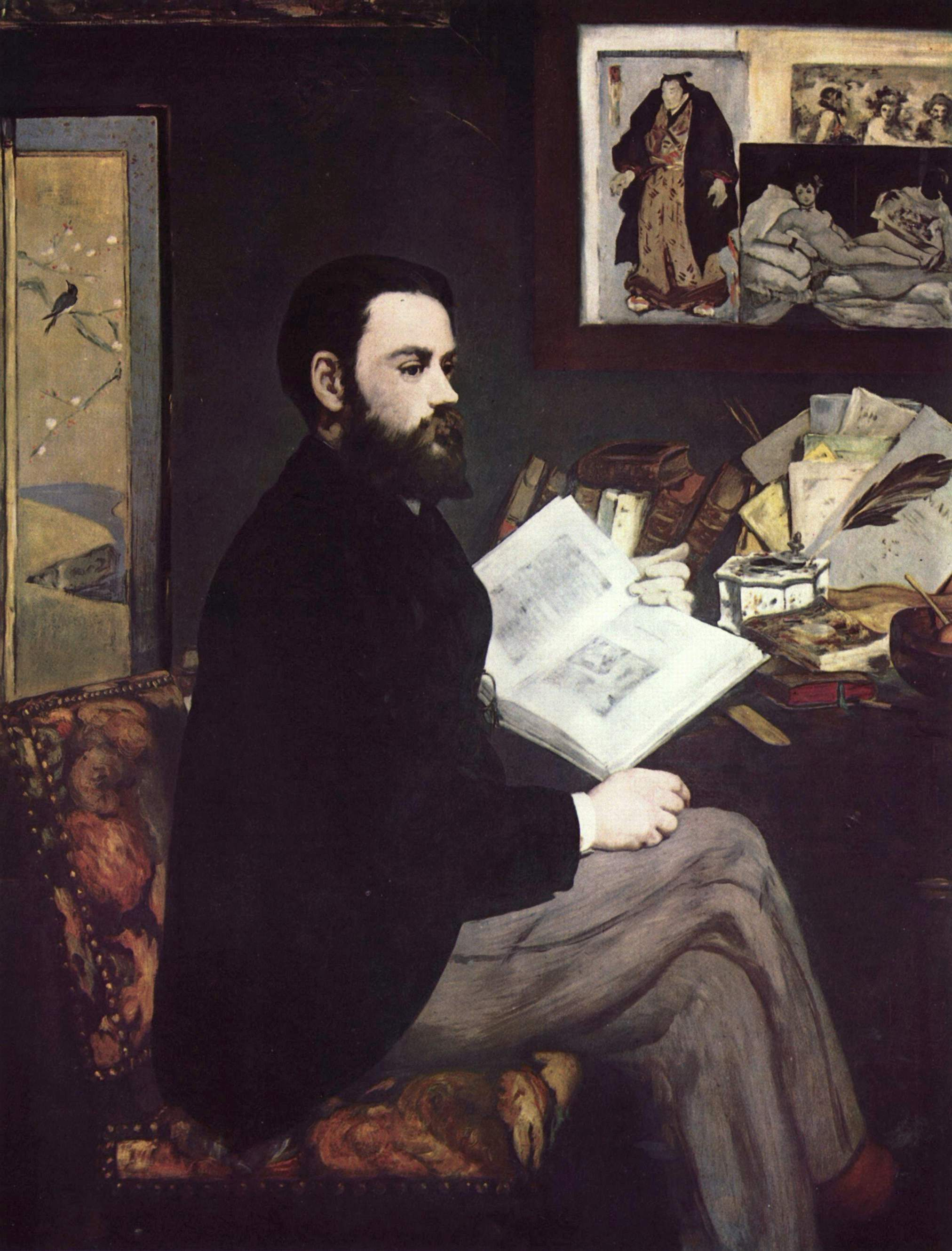
マネ《エミール・ゾラの肖像》 1868年

## 生涯
ヴェネツィア出身の技術者である父とフランス人の母との間の1人息子として、1840年にパリのサン＝ジョゼフ街（fr, 現在の2区）10番地で生まれた。父が指揮をとる運河工事のために、一家は1843年に南仏エクサンプロヴァンスに引っ越した。しかし父は1847年に亡くなり、残された家族は苦しい生活を送った。
1858年にパリに戻り、現在の6区にあるリセ・サン＝ルイでバカロレア（大学入学資格試験）に向けた準備をし、後の科学的、医学的発想の源となった当時の歴史家、現代作家ジュール・ミシュレらに影響され科学系バカロレアに二度挑戦するも、二度失敗する。1862年から出版社アシェット書店で働き始め（配送部に入社。後に広報部に移動）、実証主義的著作を多く扱うこの出版社で働く中で、少年時代からのロマン主義的な傾向を捨て、詩作から小説への方針転換を果たす。1865年から本格的に評論を手がけ始め、エドゥアール・マネなどの印象派の画家を擁護する批評を発表した。1866年にジャーナリスト、作家として生計を立てていく決断をし、アシェット書店を退職した。
『クロードの告白』(1865)から『マドレーヌ・フェラ』(1868)までの初期小説作品は、二人の男（夫と愛人）と一人の女で構成される三角関係を共通の枠組みとして持っている。そのうちの一つ、『テレーズ・ラカン』(1867)によって小説家としての最初の成功を収めた。この頃、ゾラは「人種」「環境」「時代」によって文学作品を説明するイポリット・テーヌの方法論や、ジュール・ミシュレを介して学んだプロスペル・リュカの遺伝理論などを応用して、環境や遺伝から物語の登場人物の行動を説明することを試みるようになる。「第二帝政下における一家族の自然的、社会的歴史」との副題を持つ『ルーゴン＝マッカール叢書』(1871-1893)の執筆を1869年から始める。アルコール中毒によって破滅していく労働者階級を描いた第7作『居酒屋』は、社会に大きな衝撃を与え、爆発的な売上を記録した。売上とは対照的に文壇の評価は二分され、ゾラは彼の作品が「腐敗した文学」であるとの批判に晒され続けることになる。1890年からアカデミー・フランセーズへの立候補を続けるが遂に選出されなかった。1891年にフランス文芸家会長に就任した。
1893年に『ルーゴン＝マッカール叢書』を完成させた後、科学と宗教の間で板挟みになるカトリックの神父を主人公とした『三都市叢書』(1894-1898)を手がける。ドレフュス事件では、右翼的軍部の陰謀によりスパイ容疑にかけられたユダヤ系の参謀本部付砲兵大尉アルフレド・ドレフュスを弁護し、1898年に『我弾劾す』("J'accuse") に始まる公開状を『オーロール』紙に寄稿した。このため罪に問われ、イギリスに亡命するが、翌年帰国。ドレフュスの再審が決定した（1906年に無罪確定）。
帰国後、最後の作品群となる『四福音書』の第1巻『豊穣』(1899)を出版する。1902年9月29日、メダンからパリの自宅に戻ってきた翌日に、一酸化炭素中毒によって亡くなる。当時は事故として処理されたが、煙突が反ドレフュス派によって故意に塞がれていたという可能性も有力である。遺骸はパンテオンに眠る。
ゾラがメダンに造った別荘には多くの文学者が集まった。モーパッサンやユイスマンスもゾラの別荘に出入りするうちに才能を認められた作家である。
特に画家のポール・セザンヌとは、少年時代からの親友で印象派絵画の運動を支援する芸術論も著した。『制作』(1886)の中で、セザンヌをモデルの一人とした主人公クロードの悲惨な生涯を描いたことで、セザンヌから絶交されたと一般に考えられてきたが、より後年の交友を示す手紙（新著『大地』へのお礼と「君がパリに返ってきたら会いに行くよ」との内容）が2014年に発見され、再考が求められている。『セザンヌ＝ゾラ往復書簡』がある（訳書は下記）。

## 発言
- 画家のクロード・モネが1877年に発表した『サン・ラザール駅』を鑑賞し、「我らが時代の画家は駅のポエジー（詩情）を発見しなければならない」と述べて論評としている[2]。

## 著作

### ルーゴン＝マッカール叢書
『ルーゴン家の繁栄』から『パスカル博士』まで全20巻の構成。第二帝政時代の「ルーゴン・マッカール家」の運命を描く。 
- 『ルーゴン家の誕生』"La Fortune des Rougon", 1870年
南仏の架空の町プラッサンを舞台に、ナポレオン派と共和派の争いを、少年シルヴェールの悲恋を絡めて描く。ルーゴン・マッカール家第三世代までの顔見せ興行的な面がある[5]。
- 『獲物の分け前』"La Curée", 1871年
パリ再開発をめぐる不動産投機の駆け引きを、赤裸々に描く[6]
- 『パリの胃袋』"Le Ventre de Paris", 1873年
パリの市場を舞台に、ギニアから脱走してきた青年フロランは監督官として働き者との評判を取るが、やがて周囲に疑われるようになり、フロランの義妹リザ・クニュ（マッカールの娘）の密告で共和主義者として逮捕される[7]。
- 『プラッサンの征服』"La Conquête de Plassans", 1874年
プラッサンに赴任してきた謎めいたフォージャ神父がムーレ家に下宿を始める。家主の妻、召使いを味方につけた神父は、子供達、そして最後には家主であるフランソワ・ムーレ自身をも家から追い出す。神父は宗教的影響力を行使しプラッサンの世論を政権支持へと操作していく[8]。
- 『ムーレ神父のあやまち』"La Faute de l'Abbé Mouret", 1875年
神父セルジュ・ムーレは記憶を失い、エデンの園を思わせるパラドゥーの森で野性的な少女アルビーヌの看病を受け、愛し合うようになる。記憶が戻ったセルジュは彼女を捨て、教会に戻る。アルビーヌは失意のうちに死んでゆく[9]。
- 『ウージェーヌ・ルーゴン閣下』"Son Excellence Eugène Rougon ", 1876年
政治家ウージェーヌの活動を通し、第二帝政の内幕とボナパルティスムの実態を露にした政治小説[10]。
- 『居酒屋』"L'Assommoir", 1876年
出世作で代表作。パリに出てきた洗濯女ジェルヴェーズ・マッカールが死にものぐるいで働き、自分の店を持つまでになるが、やがて酒におぼれ、破滅してゆくさまを描き、当時のフランス社会に大反響をもたらした[11]。
- 『愛の一ページ（フランス語版）』"Une page d'amour", 1878年
エレーヌ・ムーレは医師と恋に落ちるが、娘のジャンヌはそのために嫉妬に駆られて死んでゆく。パリの情景[12]。
- 『ナナ』"Nana", 1879年
ジェルヴェーズの娘アンナが、舞台女優から高級娼婦ナナ（クルチザンヌ）になり、周囲のブルジョワ・貴族たちを次々と破滅させてゆく[13]。
- 『ごった煮（フランス語版） 』"Pot-Bouille", 1882年
プラッサンから出てきたオクターヴ・ムーレが、その周囲のブルジョワ婦人と次々に情交を重ねてゆく。当時のブルジョワの風俗を戯画的に描く[14]
- 『ボヌール・デ・ダム百貨店』"Au Bonheur des Dames", 1883年
前作の主人公オクターヴが経営する近代的百貨店ボヌール・デ・ダームが周囲の小規模な商店を破滅させながら発展してゆく。ドゥニーズ・ボーデュとの恋[15]。
- 『生きる歓び』"La Joie de Vivre", 1884年
ポーリーヌ（リザの娘）が、海辺のまちで健やかに育ち、ひっそりと暮らしてゆく。当時フランスでも隆盛を誇ったショーペンハウアー哲学に対するゾラの文学的回答[16]
- 『ジェルミナール』"Germinal", 1885年
炭坑における労働者の悲惨な生活、その生活苦から労働者が立ち上がりストライキを起こすが、そのストライキが敗北に終わるまでを描いた大作。主人公はジェルヴェーズの息子エチエンヌ・ランティエ[17]。
- 『制作（フランス語版）』"L'Œuvre", 1886年
画家クロード・ランティエは、理想の女を描こうと苦闘するが、やがて敗れて自殺する。妻のクリスティーヌは心を病む[18]。
- 『大地（フランス語版）』"La Terre", 1887年
軍隊を退役してきた農民ジャン・マッカールはフーアンの姪フランソワーズと結婚するが、フランソワーズは姉リーズともみ合いになり死に、ジャンは軍隊に戻る。フーアン家の財産争い[19]。
- 『夢（フランス語版）』"Le Rêve ", 1888年
シドニーの娘アンジェリックが、貴族の息子フェリシアンと恋に落ちる。当初反対していたフェリシアンの父もやがてアンジェリックとの結婚を認めるが、彼女は結婚式の最中に息を引き取る[20]。
- 『獣人（フランス語版）』"La Bête Humaine", 1890年
休暇中の機関士ジャック・ランティエは、列車内での殺人を目撃する。ジャックはやがて犯人ルーボーの妻セヴリーヌと情を通じるが、彼女を衝動的に殺害する[21]。
- 『金（フランス語版）』（かね）"L'Argent", 1891年
土地投機に失敗したアリスティドは、「ユニヴァーサル銀行」を開業。バブル経済に乗って当初は破竹の勢いを示すが、やがて破綻する[22]。
- 『壊滅（フランス語版）』"La Débâcle", 1892年
無学な農民のジャンは軍隊でインテリ青年モーリスと親友になる。普仏戦争の敗北・第二帝政の崩壊、パリ・コミューンの混乱の中で、ジャンはモーリスを殺害してしまう[23]。
- 『パスカル博士（フランス語版）』"Le Docteur Pascal", 1893年
パスカル・ルーゴンは故郷のプラッサンで一族の記録をとどめ、新しい遺伝理論の構築を図る。彼は姪クロチルドと愛し合うが、心臓病で急死する。原稿はパスカルの母フェリシテが焼き払う[24]。

### 三都市叢書
- 『ルルド』"Lourdes", 1894年
- 『ローマ』"Rome", 1896年
- 『パリ』"Paris", 1898年[25]

### 四福音書叢書
- 『豊饒』"Fécondité", 1899年
- 『労働』"Le Travail", 1901年[26]
- 『真理』"La Vérité", 1903年[27]
- 『正義』"La Justice", 未完作

### その他の作品
- 『ニノンへのコント』"Contes à Ninon", 1864年
- 『クロードの告白』"La confession de Claude", 1865年[28]
- 『死せる女の願い』"Le vœu d'une morte", 1866年
- 『マルセイユの秘密』"Les mystères de Marseille", 1867年[29]
- 『テレーズ・ラカン』"Thérèse Raquin", 1867年[30]
上記の他、短編で「引き立て役」[31]、「広告の犠牲者」[32]、「ある恋愛結婚」、「辻馬車」、「猫たちの天国」、「コクヴィル村の酒盛り」、「オリヴィエ・ベカーユの死」[33]
- 『マドレーヌ・フェラ』"Madeleine Férat", 1868年
- 『新ニノンへのコント』"Nouveaux contes à Ninon", 1874年
- 『スルディ夫人』"Madame Sourdis", 1880年
- 『ビュルル大尉』"Le Capitaine Burle", 1882年
- 『ナイス・ミクラン』"Naïs Micoulin", 1884年

### 創作以外
- 『ゾラ・セレクション8　文学論集 1865-1896』 佐藤正年[34]編訳　藤原書店、2007[35]
- 『ゾラ・セレクション9　美術論集』 三浦篤・藤原貞朗編訳、2010 - 前期印象派運動を擁護。
- 『ゾラ・セレクション10　時代を読む 1870‐1900』 小倉孝誠・菅野賢治編訳、2002 - ジャーナリズム論集（ドレフュス事件[36]ほか）
- 『ゾラ・セレクション11　書簡集 1858-1902』 小倉孝誠[37]編・解説、2012 - 他に『別巻 ゾラ事典』2025
- 『セザンヌ＝ゾラ往復書簡 1858-1887』 アンリ・ミトラン校訂・解説、吉田典子・高橋愛訳、法政大学出版局<叢書・ウニベルシタス>、2019
- 『エドゥアール・マネを見つめて』 ロバート・レスブリッジ解説、林卓行監訳、神田由布子訳、東京書籍、2020

## 映像化された作品
- 大地（フランス語版） (1921)
- 女優ナナ Nana (1926)
- テレーズ・ラカン Thérèse Raquin (1928) 現存せず
- 金（フランス語版） (1928)
- 居酒屋 L'Assommoir (1934)
- 女優ナナ Nana (1934)
- 獸人 La bête humaine (1938)
- 嘆きのテレーズ Thérèse Raquin (1953)
- 人間の欲望 Human Desire (1954) 「獣人」の映画化
- 女優ナナ Nana (1955)
- 居酒屋 Gervaise (1956)
- 奥様ご用心 Pot-Bouille (1957) 「ごった煮」の映画化
- 獲物の分け前 La Curée (1966)
- 娼婦ナナ Nana (1981) ※フランスのTVドラマ作品
- ジェルミナル Germinal (1993)
- テレーズ 情欲に溺れて In Secret (2013) ※「テレーズ・ラカン」の映画化作品